# Вбивство з дзеркалами
«Вбивство з дзеркалами» (англ. Murder with Mirrors) — британсько-американський телефільм 1985 року, знятий за романом «Гра дзеркал» (1952) Агати Крісті. У головних ролях Гелен Гейс, Бетті Девіс та Джон Міллс.

## Сюжет
Міс Джейн Марпл радо навідує свою давню подругу — американку Керрі-Луїзу Сераколд, з якою колись вчилася разом в Італії. Керрі-Луїза з чоловіком Льюїсом Сераколдом мешкає в маєтку Стоунгейтс, на території якого Льюїс облаштував притулок для молодих злочинців. Він по секрету розповідає міс Марпл, що хтось тишком труїть Керрі-Луїзу миш'яком. Увечері, коли родина і гості збираються у вітальні, вони чують, як Льюїс та один з його підопічних Едгар Лоусон голосно сваряться, зачинившись в кабінеті, звідкіля згодом лунають постріли. Та майже одразу з'являється Льюїс, і сповіщає, що не сталося нічого серйозного, і ситуація під контролем. Та тієї ж ночі Крістіана Гульдбрансена (пасинка Керрі-Луїзи від попереднього шлюбу) знаходять застреленим, і вбивцею може бути лише хтось з мешканців Стоунгейтса...

## У ролях

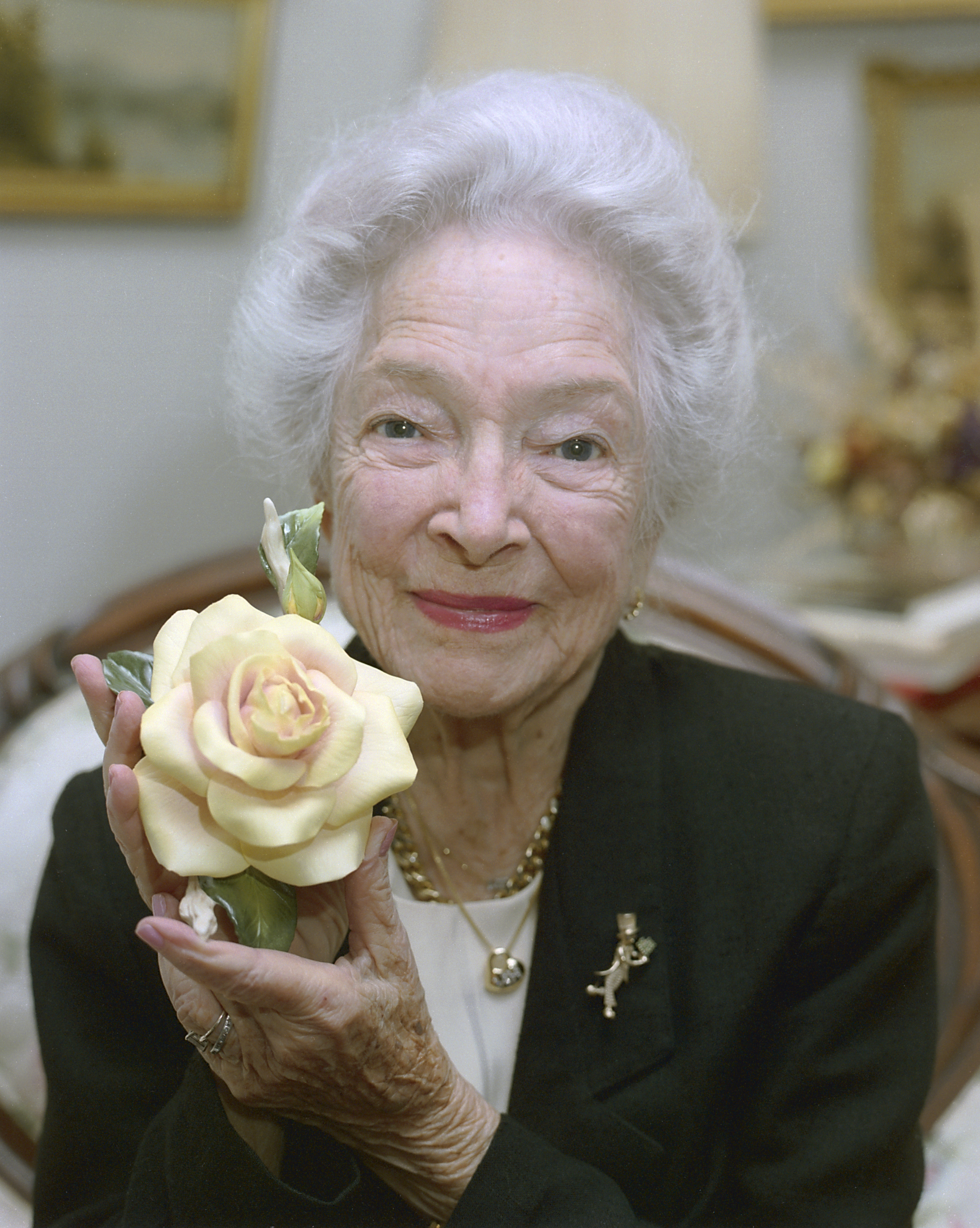
Гелен Гейс, виконавиця ролі міс Марпл (1990)

- Гелен Гейс — міс Джейн Марпл
- Бетті Девіс — Керрі-Луїза Сераколд
- Джон Міллс — Льюїс Сераколд
- Лео МакКерн — інспектор Каррі
- Ліен Ленгленд — Джина Маркхем
- Джон Лахлін — Воллі Маркхем
- Дороті Тутін — Мілдред Стріт
- Антон Роджерс — доктор Макс Харгров
- Френсіс де ла Тур — міс Беллевер
- Джон Вудвін — Крістіан Гульдбрансен
- Джеймс Кумбс — Стівен Рестарік
- Тім Рот — Едгар Лоусон[2]

## Місця зйомок
Фільм було повністю знято в Англії. Як маєток Стоунгейтс у фільмі показано особняк Брокет-Холл (Brocket Hall) в графстві Гартфордшир, де й проходила більша частина натурних зйомок.